# كيلتي هارتز
نادي كيلتي هارتز لكرة القدم (بالإنجليزية: Kelty Hearts Football Club)‏ نادي كرة قدم اسكتلندي . تم تأسيس النادي في سنة 1975. ويقع مقرهم في قرية كيلتي في إقليم فايف الإسكتلندي، ويلعبون مبارياتهم في ملعب سنترال بارك المحلي الذي يتسع لنحو 2300 متفرج.